# Alcara li Fusi
Alcara li Fusi is een gemeente in de Italiaanse provincie Messina (regio Sicilië) en telt 2339 inwoners (31-12-2004). De oppervlakte bedraagt 62,3 km², de bevolkingsdichtheid is 38 inwoners per km².

## Demografie
Alcara li Fusi telt ongeveer 983 huishoudens. Het aantal inwoners daalde in de periode 1991-2001 met 19,7% volgens cijfers uit de tienjaarlijkse volkstellingen van ISTAT.

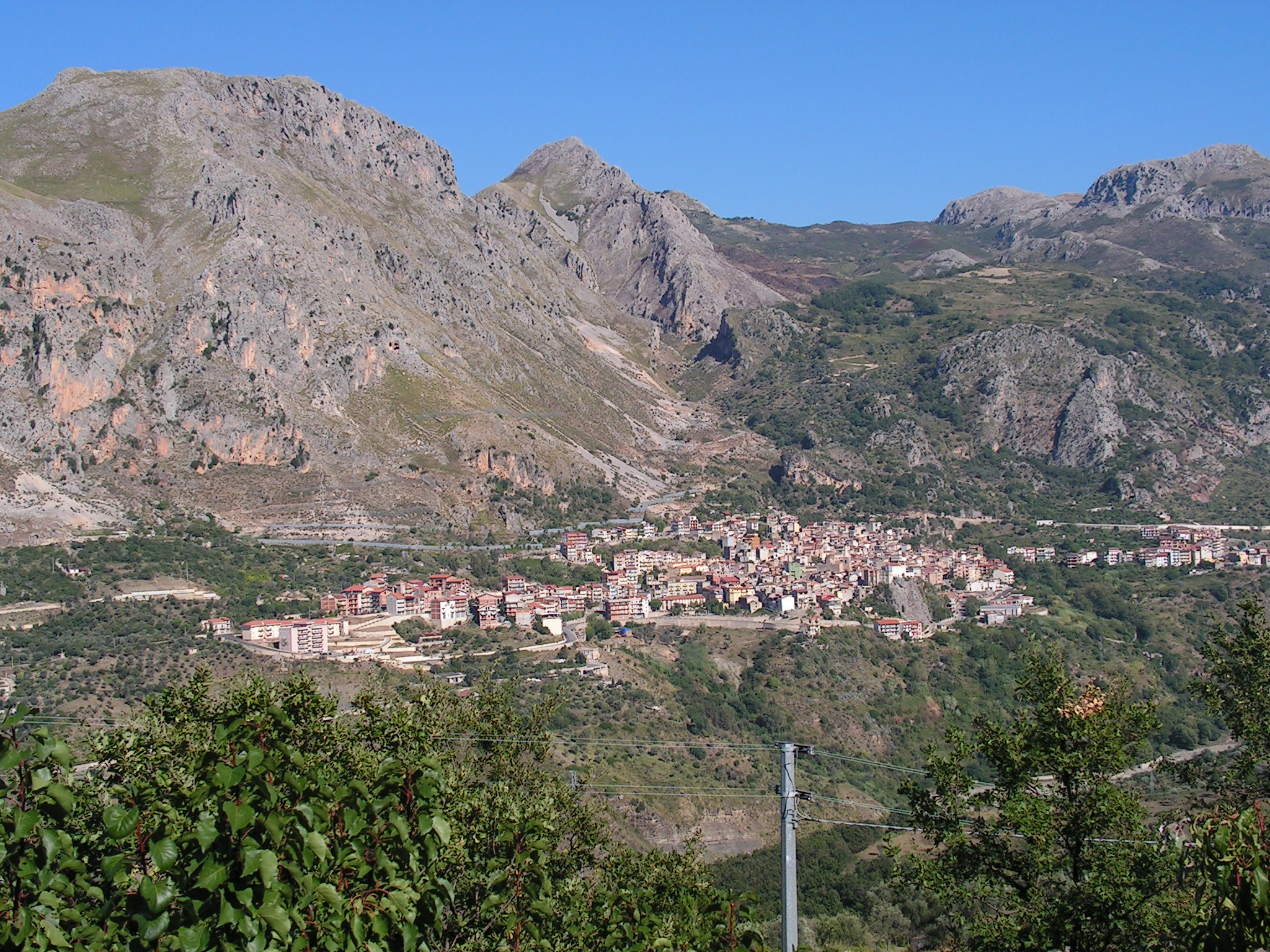
Alcara li Fusi
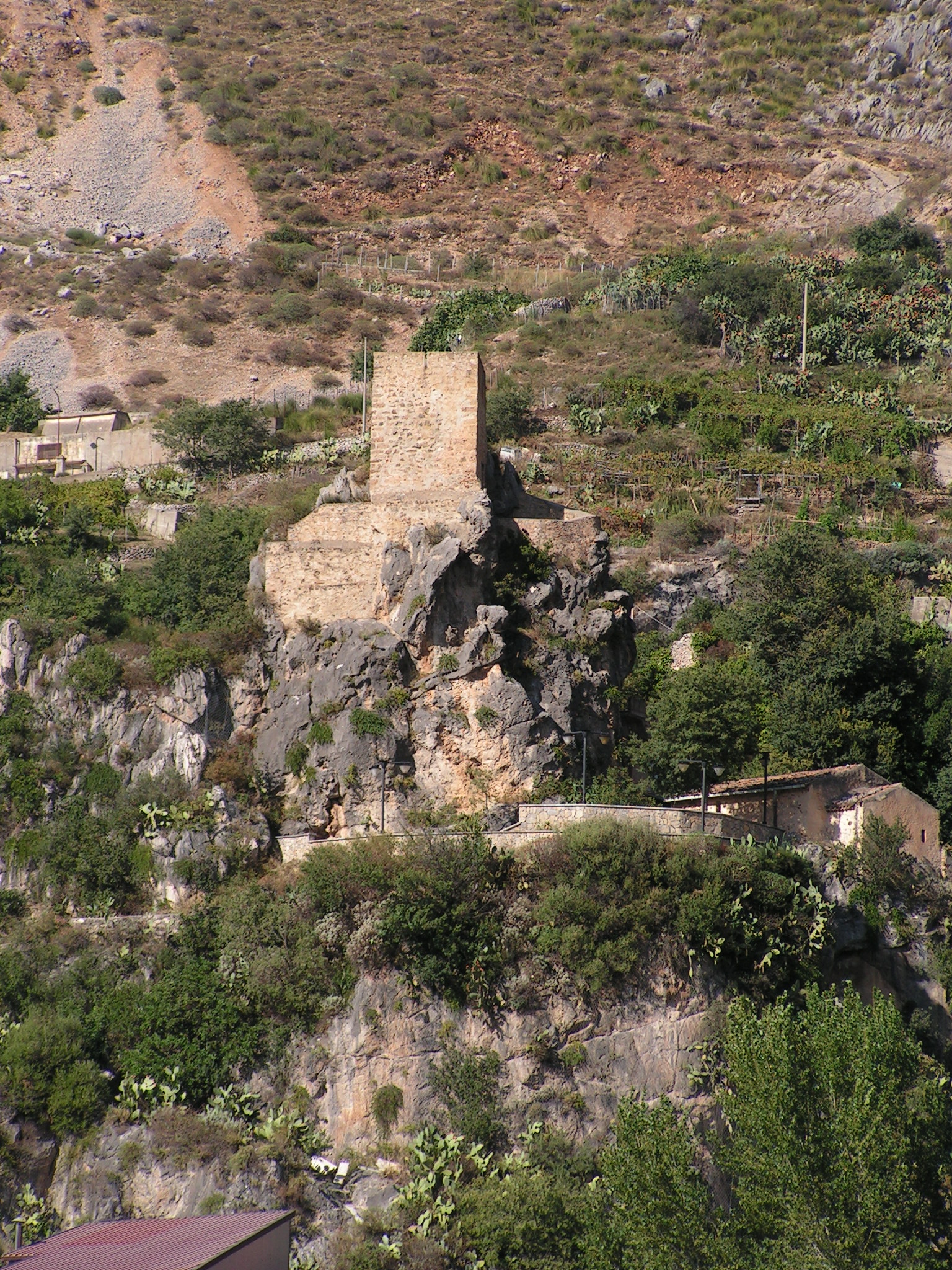
Kasteel van Alcara li Fusi
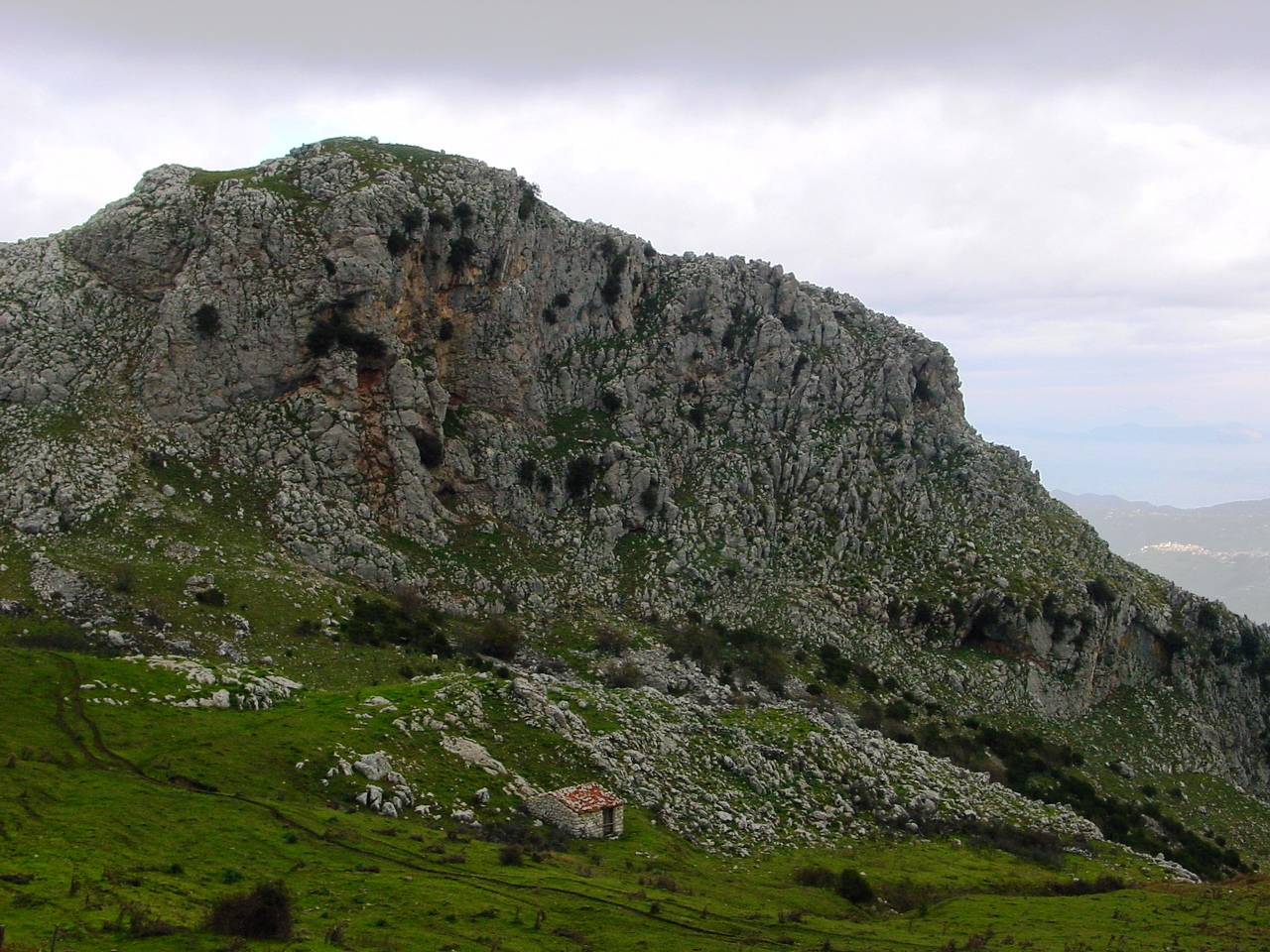
Nebrodipark

| Jaar | Inwoneraantal |
| ---- | ------------- |
| 1991 | 3079          |
| 2001 | 2473          |

## Geografie
De gemeente ligt op ongeveer 400 m boven zeeniveau.
Alcara li Fusi grenst aan de volgende gemeenten: Cesarò, Longi, Militello Rosmarino, San Fratello, San Marco d'Alunzio.